# Janez Janša
Janez Janša (egentligen Ivan Janša), född 17 september 1958, är en slovensk politiker som var Sloveniens premiärminister från 2004 till 2008, från 2012 till 2013 och från 2020 till 2022. Han är ledare för Slovenska demokratiska partiet (Slovenska Demokratska Stranka, SDS) sedan 1995
1989 deltog Janša i att bilda oppositionspariet Slovenska demokratiska unionen (SDZ). Efter de första fria valen i maj 1990 blev han försvarsminister. Efter att SDZ splittrats 1992 blev han medlem av Sloveniens socialdemokratiska parti (nuvarande Slovenska demokratiska partiet) och fortsatte som försvarsminister till mars 1994. Han var försvarsminister igen från juni till november 2000 i Andrej Bajuks kortlivade regering.
Den 27 februari 2013 förlorade Janša en misstroendevotering och hans kabinett tjänstgör fram till dess att en ny regering kan bildas. Hans regering avgick den 20 mars 2013 och efterträddes av Alenka Bratušeks regering.